# بورشتندورف
بورشتندورف (به آلمانی: Borstendorf) یک منطقهٔ مسکونی در آلمان است که در زاکسن واقع شده‌است. بورشتندورف ۱٬۳۰۶ نفر جمعیت دارد.